# Пажин, Зоран
Зоран Пажин (серб. Зоран Пажин; род. 29 августа 1966, Шибеник, Хорватия) — черногорский юрист и политик, бывший министр юстиции и вице-премьер Черногории с момента назначения Душко Марковичем 28 ноября 2016 года и до 4 декабря 2020 года, когда его сменил Владимир Лепосавич в качестве нового министра юстиции и Дритан Абазович в качестве нового вице-премьера Черногории.

## Биография
Родился в хорватском Шибенике 29 августа 1966 года. Окончил юридический факультет Белградского университета, работал судьёй Основного суда в Подгорице и представителем Черногории в Европейском суде по правам человека. Пажин — независимый политик, связанный с правящей Демократической партией социалистов Черногории.
Во время пребывания на посту министра юстиции (с 2016 по 2020 год) Пажина часто называли одним из самых влиятельных людей в Черногории. В 2019 году стал одним из главных инициаторов принятия спорного закона «О свободе вероисповедания и убеждений и правовом положении религиозных общин», который де-юре лишал Сербскую православную церковь (её епархии на территории Черногории) права собственности на церковное имущество и передавал его во владение государства.
В конце декабря 2019 года вновь провозглашённый закон о религии вызвал серию массовых протестов с перекрытием дорог, которые продолжались до августа 2020 года. Пажин был избран членом парламента Черногории на парламентских выборах 2020 года, которые привели к победе оппозиционных партий и отстранению от власти ДПС, правившей страной с момента введения многопартийной системы в 1990 году. Пажин был избран по избирательному списку правящей ДПС, но вскоре после объявления результатов выборов подал в отставку с поста депутата парламента.